# Peace Sells... But Who's Buying?
Peace Sells… But Who's Buying? — (з англ. «Мир продається, але хто його купує?») другий студійний альбом американського треш-метал гурту «Megadeth», випущений в 1986. У той час група записувалася на лейблі Combat Records, і перший варіант альбому вийшов під заступництвом цієї компанії (під назвою Peace Diffs … but Who's Buyin?, або також Peace Sells Combat Mix), який можна знайти у вигляді бутлеґа в інтернеті. Але незабаром Capitol Records викуповує права на альбом, який у результаті і виходить під його маркою.
Професійний рок-критик Стів Х'ю писав, що Peace Sells … — це суміш «панківскої політичної думки з темним, загрозливим хеві-метал-світоглядом»

## Обкладинка
На обкладинці альбому на тлі червоно-помаранчевих тонів показана Генеральна Асамблея ООН, зруйнована в ході ядерної атаки. На передньому плані зображений Вік Раттлхед (маскот групи), що притулився до таблички з написом «For Sale»(«Продається»). Табличка — це натяк на те, що ООН продажна. Також вона ідейно пов'язана з назвою альбому, яка переводиться як «Мир продається, але хто його купує»?

| До тих пір, поки люди продовжуватимуть красти, нівечити і погано відноситися один до одного, можна вказати на це і сказати: "Дивися, це неправильно". Звичайно, ми співаємо про це, але вибираємо негативний підхід до того, про що співаємо. "Хей, диявол тут, але він ідіот. Ось чому він похований у бруді"[6]. |

## Список композицій
| #  | Назва                        | Автор слів   | Автор музики | Тривалість |
| -- | ---------------------------- | ------------ | ------------ | ---------- |
| 1. | «Wake Up Dead»               | Дейв Мастейн | Мастейн      | 3:37       |
| 2. | «The Conjuring»              | Мастейн      | Мастейн      | 5:04       |
| 3. | «Peace Sells»                | Мастейн      | Мастейн      | 4:04       |
| 4. | «Devil's Island»             | Мастейн      | Мастейн      | 5:06       |
| 5. | «Good Mourning/Black Friday» | Мастейн      | Мастейн      | 6:40       |
| 6. | «Bad Omen»                   | Мастейн      | Мастейн      | 4:05       |
| 7. | «I Ain't Superstitious»      | Віллі Діксон | Діксон       | 2:46       |
| 8. | «My Last Words»              | Мастейн      | Мастейн      | 4:49       |

### Бонус-треки 2004 року
| #   | Назва                                          | Автор слів | Автор музики | Тривалість |
| --- | ---------------------------------------------- | ---------- | ------------ | ---------- |
| 9.  | «Wake Up Dead» (Randy Burns mix)               | Мастейн    | Мастейн      | 3:40       |
| 10. | «The Conjuring» (Randy Burns mix)              | Мастейн    | Мастейн      | 5:01       |
| 11. | «Peace Sells» (Randy Burns mix)                | Мастейн    | Мастейн      | 4:00       |
| 12. | «Good Mourning/Black Friday» (Randy Burns mix) | Мастейн    | Мастейн      | 6:39       |

## Огляд
«Wake Up Dead» — це пісня про чоловіка, який зраджує своїй дружині (чи подрузі). Він пробирається потайки у свій дім, адже якщо дружина дізнається, що у нього є коханка — вона його уб'є.
«The Conjuring» — ця пісня описує ритуал укладення згоди людини з дияволом, який, можливо, мав місце в житті Мастейна, оскільки він захоплювався чаклунством і сатанізмом на цьому етапі своєї кар'єри.
«Peace Sells» — заголовний трек альбому є способом Мастейна розвіяти більшість стереотипів про фанатів Megadeth і метал-гуртів в цілому. Дейв спростовує звинувачення в ледачих, антиурядових і антирелігійних настроях.
Бас-партія цієї пісні довгий час грала в заставці перед новинами на каналі MTV.
Фраза «It's still „We the People“, right?» («Ще залишаємося „людьми“, так?») Є відсиланням до преамбули Конституції США, де говориться: «We the People of the United States, in Order to form a more perfect Union, establish Justice, insure domestic Tranquillity, provide for the common defense, promote the general Welfare, and secure the Blessings of Liberty to ourselves and our Posterity, do ordain and establish this Constitution for the United States of America» («Ми, народ Сполучених Штатів, щоб утворити досконаліший Союз, встановити правосуддя, гарантувати внутрішній спокій, забезпечити спільну оборону, сприяти загального благоденства і закріпити блага свободи за нами і потомством нашим, урочисто проголошуємо і встановлюємо цю Конституцію для Сполучених Штатів Америки»).
«Devil's Island» ─ Ця пісня виражає думки укладеного на Чортовому острові (Devil's Island), засудженого до страти.
«Good Mourning / Black Friday» ─ Пісня написана про барабанщика Діжоні Карратерсе, який грав у Megadeth до Гара Самуельсона. Він був звільнений з групи тому що соромився своєї родини, раси і виховання, що не влаштовувало інших членів колективу.
«Bad Omen» ─ У цьому треку співається про людей, які поклоняються Сатані. Вони надіються отримати його благословення, а замість цього він посилає на цих людей демонів, які ґвалтують і вбивають їх, а сам Сатана збирає їх душі.
«I Ain't Superstitious» ─ кавер на пісню Віллі Діксона з альбому I Am the Blues, випущеного в 1970.
«My Last Words» ─ Пісня про гру «російська рулетка».

## Учасники запису
- Дейв Мастейн — соло-гітара, вокал;
- Девід Еллефсон — бас-гітара, бек-вокал;
- Кріс Поланд — гітара;
- Гар Самуельсон — барабани;
- Ед Рєпка — малюнок на обкладинці альбому.